# Warba
Warba és una població dels Estats Units a l'estat de Minnesota. Segons el cens del 2000 tenia 183 habitants.

## Demografia
Segons el cens del 2000, Warba tenia 183 habitants, 79 habitatges, i 57 famílies. La densitat de població era de 22,1 habitants per km².
Dels 79 habitatges en un 31,6% hi vivien nens de menys de 18 anys, en un 59,5% hi vivien parelles casades, en un 11,4% dones solteres, i en un 26,6% no eren unitats familiars. En el 22,8% dels habitatges hi vivien persones soles el 8,9% de les quals corresponia a persones de 65 anys o més que vivien soles. El nombre mitjà de persones vivint en cada habitatge era de 2,32 i el nombre mitjà de persones que vivien en cada família era de 2,69.
Per edats la població es repartia de la següent manera: un 23,5% tenia menys de 18 anys, un 9,3% entre 18 i 24, un 31,7% entre 25 i 44, un 19,1% de 45 a 60 i un 16,4% 65 anys o més.
L'edat mediana era de 38 anys. Per cada 100 dones de 18 o més anys hi havia 102,9 homes.
La renda mediana per habitatge era de 27.500 $ i la renda mediana per família de 31.250 $. Els homes tenien una renda mediana de 21.429 $ mentre que les dones 16.250 $. La renda per capita de la població era d'11.772 $. Entorn del 14,3% de les famílies i el 19,6% de la població estaven per davall del llindar de pobresa.

## Poblacions més properes
El següent diagrama mostra les poblacions més properes.